# Bertincourt
Bertincourt är en kommun i departementet Pas-de-Calais i regionen Hauts-de-France i norra Frankrike. Kommunen ligger i kantonen Bertincourt som tillhör arrondissementet Arras. År 2022 hade Bertincourt 918 invånare.

## Befolkningsutveckling
Antalet invånare i kommunen Bertincourt
| Referens: INSEE |